# بوتجک (کالیفرنیا)
بوتجک (به انگلیسی: Bootjack) یک منطقهٔ مسکونی در ایالات متحده آمریکا است که در شهرستان ماریپوزا، کالیفرنیا واقع شده‌است. بوتجک ۱۸٫۳۰ کیلومتر مربع مساحت و ۱۲٬۵۳۸ نفر جمعیت دارد و ۶۸۲ متر بالاتر از سطح دریا واقع شده‌است.